# Satin Doll
Satin Doll est un standard de jazz composé par Duke Ellington et Billy Strayhorn en 1953, avec des paroles de Johnny Mercer datant de 1958.

## Historique

### Composition
La mélodie du morceau est écrite par Duke Ellington.
Billy Strayhorn est généralement crédité comme coauteur de la musique, ce qui est contesté au début des années 1990 par les ayants droit d'Ellington : pour eux, Strayhorn a seulement participé à l'harmonisation du morceau. Comme les progressions d'accords ne sont pas soumises au copyright, les ayants droit d'Ellington réclament que Strayhorn ne reçoivent des droits que pour les versions avec des paroles, auxquelles il a contribué. Sans remettre en cause leur demande, la justice américaine refuse leur demande, expliquant qu'« un compositeur peut exercer sa créativité dans le choix des accords ».
Bien qu'Elligton écrive en général avec un soliste en tête, ce n'est pas le cas de Satin Doll. Le pianiste-compositeur joue d'ailleurs lui-même l'introduction au piano lors de l'enregistrement de 1953.

### Paroles
Il semblerait qu'à l'origine, Billy Strayhorn ait prévu des paroles pour soutenir le thème mélodique d'Ellington, un hommage à sa mère qu'il appelait « Satin Doll » (« poupée de satin »). Ces paroles n'ont finalement pas été ajoutées,.
Une autre version suppose que la « Satin Doll » est en fait Evie, la compagne d'Ellington,.
Il faut attendre 1959 pour que Johnny Mercer y ajoute des paroles, au moins en partie basées sur celles écrites par Strayhorn,.

### Enregistrement

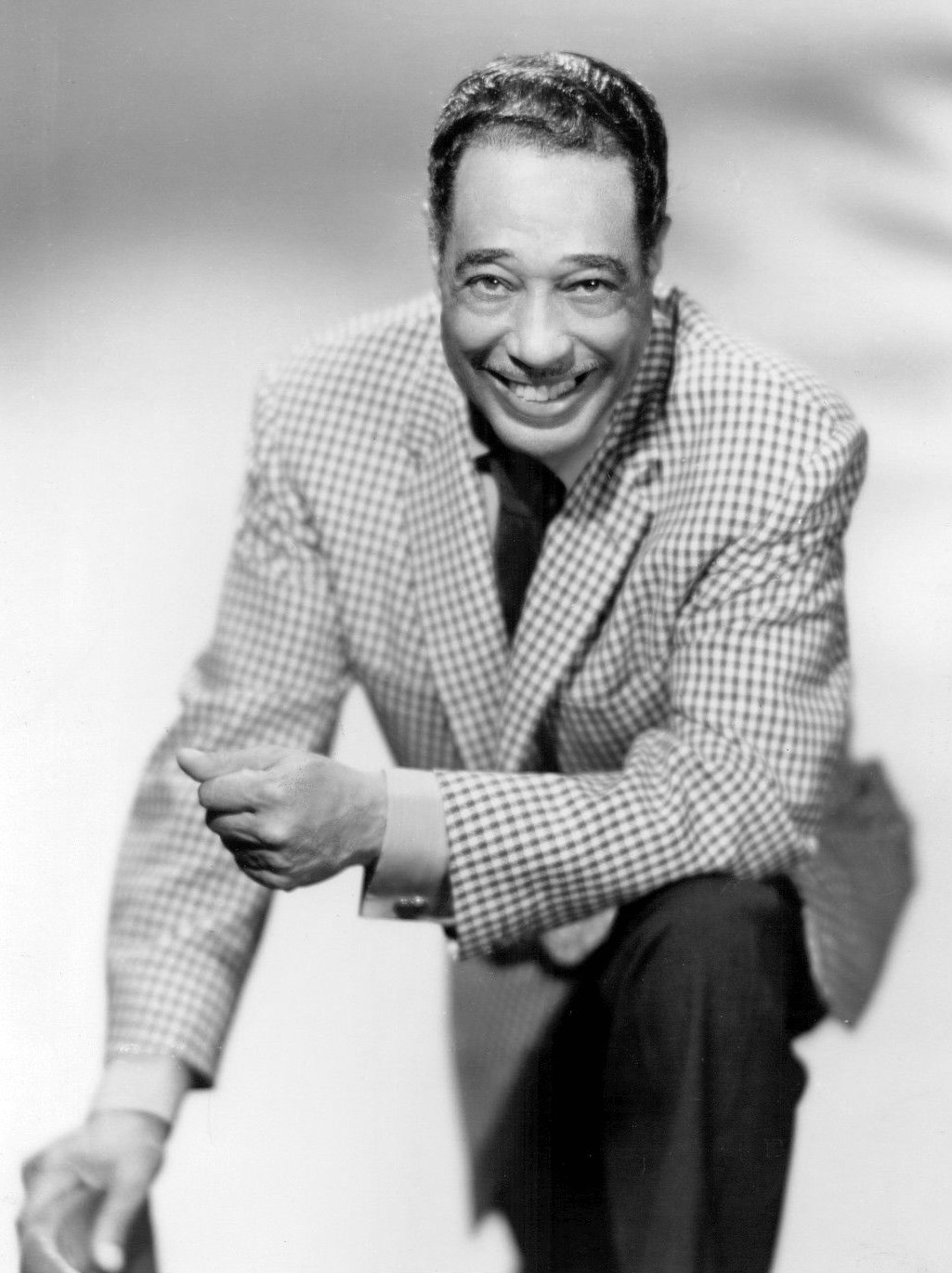
Duke Ellington en 1964.

En début de l'année 1953, Duke Ellington quitte Columbia pour rejoindre Capitol Records, qu'il pense plus à même de mettre en avant sa musique. La première session de l'orchestre a lieu le 6 avril 1953, où sont enregistrés Satin Doll, Without a Song et Cocktails for Two. Satin Doll rencontre un petit succès, montant jusqu'à la 27e place des charts en juin.
Le morceau ne devient pas pour autant directement un classique de l'orchestre d'Ellington. C'est en entendant une version par le pianiste Billy Taylor que le chef d'orchestre décide de l'intégrer à son répertoire habituel. Avec le temps et la gloire obtenue par l'orchestre, le morceau devient un standard de jazz.

## Analyse
Le morceau est construit selon une structure AABA classique.
La mélodie de la section A est un modèle de simplicité, avec un motif de deux notes répété trois fois à des hauteurs différentes,. La mélodie de la section B, un peu plus développée, se base un motif de gamme qui descend et remonte sur un intervalle de quarte.

### Harmonie
La partie A commence avec une cadence II-V-I dont la résolution (le I) est évitée, évoquant un turnaround fréquent à la fin d'un morceau. La progression se présente ainsi d'abord avec un II-V en do, puis en ré.
Les mesures 5 et 6 sont plus surprenantes. Mesure 5, on trouve un accord noté Am7b5/Eb (ou Ebø7), qui amène vers un D7, soit un II7 assez classique à ce moment dans une grille. Il enchaine ensuite mesure 6 avec Abm9-Db9, ce qui peut laisser penser à un II-V-I dans la tonalité de Sol. Il s'agit en fait d'un accord de sixte napolitaine (ou accord de substitution tritonique de G7) qui permet de revenir à la tonalité principale (Do).
La section B est plus classique, avec un II-V-I en Fa puis en Sol.

## Versions
De très nombreux musiciens ont joué ou chanté Satin Doll. La version originale de Duke Ellington (1953) reste un incontournable. Johnny Hodges, le saxophoniste alto de l'orchestre d'Ellington en enregistre en 1958 une version un peu plus lente que l'originale pour Verve (Blues A-Plenty (en)).
Le pianiste Earl Hines a beaucoup enregistré ce morceau, notamment en piano solo en 1973 (Live at the New School).
Parmi les versions vocales, on peut citer les multiples versions d'Ella Fitzgerald, en particulier celle avec l'orchestre de Count Basie (Ella and Basie! (en), 1963).

### Au cinéma
Plusieurs films utilisent Satin Doll dans leur bande originale :
- Jo Jo Dancer, Your Life Is Calling (en), film musical de Richard Pryor sorti en 1986
- Chasseur blanc, cœur noir de Clint Eastwood, sorti en 1990.

### À Broadway
Quelques comédies musicales ont également repris cette chanson :
- Sophisticated Ladies, Terri Klausner et P.J. Benjamin (1981)
- Dream (en), Susan Misner (1997)